# Cezary Wilk
Cezary Wilk (* 12. Februar 1986 in Warschau, Polen) ist ein ehemaliger polnischer Fußballspieler, der zuletzt für Real Saragossa in der Segunda División spielte.

## Karriere

### Verein

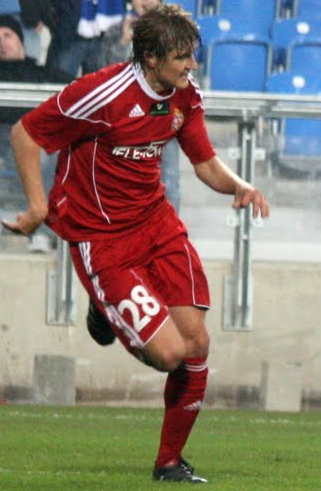
Wilk in Aktion

In seinen Jugendjahren spielte Wilk in seiner Heimatstadt bei Polonia Warschau.
Sein Erstligadebüt in Polen gab er als Neunzehnjähriger am 15. Oktober 2005 bei Korona Kielce, bei denen er fünf Jahre unter Vertrag war, 74 Pflichtspiele bestritt und fünf Tore erzielte. Im Jahr 2007 allerdings war er an ŁKS Łódź ausgeliehen, wo er vierzehn Spiele bestritt. 2010 wechselte er mit einem Vierjahreskontrakt zum Spitzenverein Wisła Krakau, mit dem er 2011 polnischer Meister wurde. Enttäuschend war dann jedoch im August 2011 trotz seines Tores die 1:3-Niederlage in der Qualifikation zur Champions-League-Gruppenphase gegen APOEL Nikosia, so dass Wisła nur an der UEFA Europa League teilnahm.
Im Sommer 2013 wechselte er nach Spanien zu Deportivo La Coruña. In seinen 2 Jahren in La Coruña, kam er nicht über die Rolle des Reservespielers hinaus und wechselte zur Saison 2015/2016 in die Segunda División zu Real Saragossa, wo er einen 2-Jahres-Vertrag unterschrieb. Nach mehreren schweren Verletzungen musste Cezary Wilk im März 2018 seine aktive Profikarriere beenden.

## Nationalmannschaft
Nach mehreren Einsätzen in den Mannschaften der U-21 und U-23 Polens berief ihn Nationaltrainer Franciszek Smuda zum 10. Dezember 2010 in das Nationalteam für das Spiel gegen Bosnien-Herzegowina. Er wurde nach einer Stunde für Ariel Borysiuk eingewechselt.